# Caio Júlio Próculo
Caio Júlio Próculo (em latim: Gaius Julius Proculus) foi senador romano nomeado cônsul sufecto para o nundínio de setembro a dezembro de 109 com Caio Abúrnio Valente. Era filho do equestre Marco Júlio Rômulo. 

## Carreira
Em 96, durante o reinado de Domiciano e Nerva, foi questor. No começo do reinado de Trajano, foi eleito pretor e serviu como legado da Legio VI Ferrata na Síria. À frente de um vexillatio de sua legião, participou da guerra contra os dácios entre 105 e 106.
Depois de seu consulado, em 109, foi enviado para a Gália Lugdunense para realizar o censo dos habitantes da província. Entre 114 e 117, participou da campanha parta de Trajano. Finalmente, Próculo foi nomeado governador da Gália Cisalpina. Em 132, foi designado para o consulado no ano seguinte, mas morreu antes de assumir o mandato.